# Nierboon

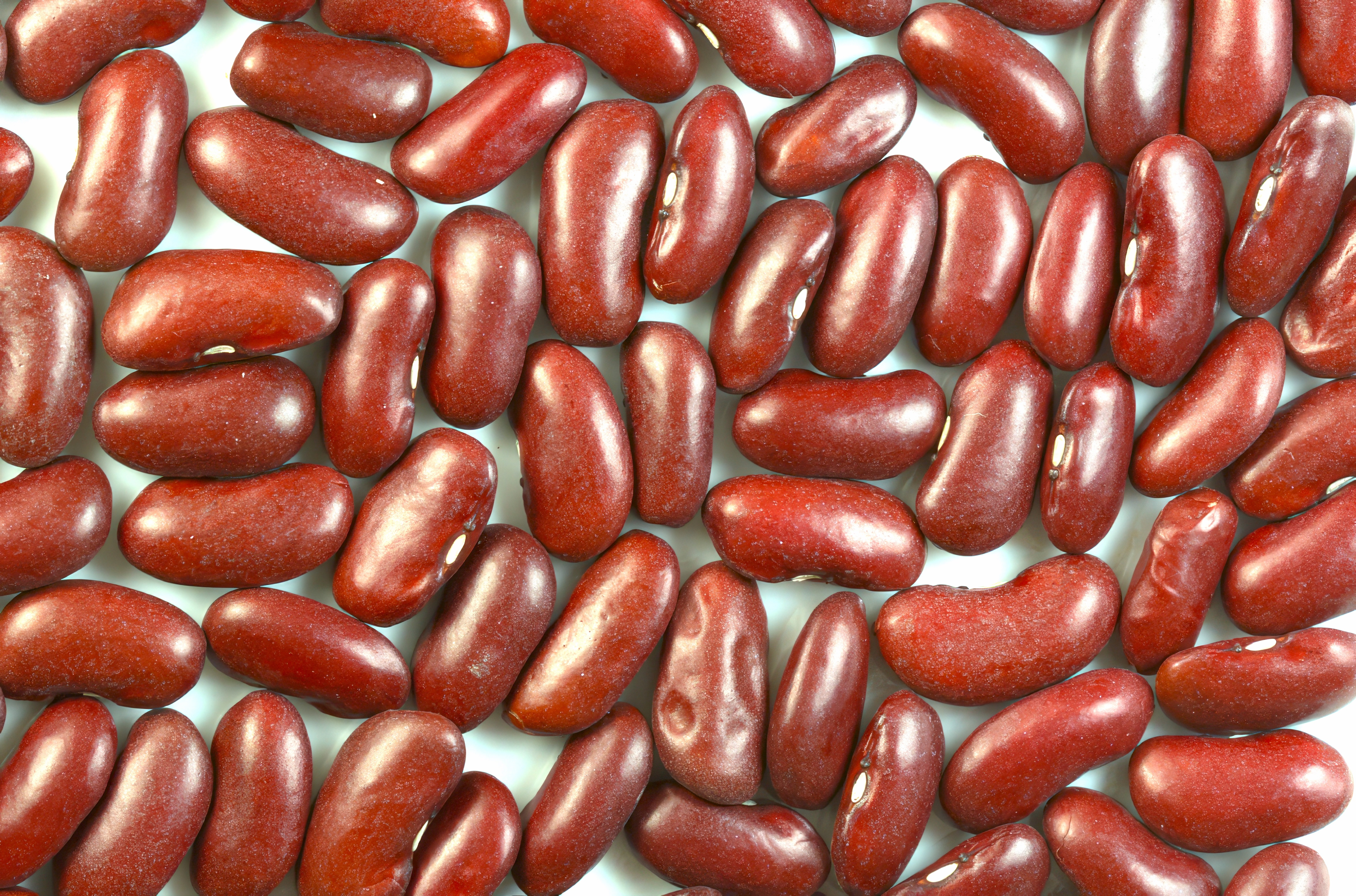
Nierbonen

De nierboon of kidneyboon is een ras van de gewone boon (Phaseolus vulgaris). De naam van de nierboon is afgeleid van de vorm van de boon, die enigszins op een nier lijkt. Rode nierbonen kunnen verward worden met andere rode bonen zoals adukibonen (Vigna angularis). In Jamaica worden de nierbonen "red peas" genoemd.

## Voedingsstoffen
De voedingswaarde van 100 gram gedroogde nierbonen is:
| Energetische waarde | 1410 kJ |
| Koolhydraten        | 61 gram |
| Eiwit               | 22 gram |
| Vet                 | 1 gram  |
| Voedingsvezels      | 15 gram |
| Vitamine C          | 4,5 mg  |
| Calcium             | 83 mg   |
| Magnesium           | 138 mg  |
| IJzer               | 6,5 mg  |

## Gerechten met nierbonen
Rode nierbonen worden gebruikt in chili con carne en zijn belangrijk in de keuken in de noordelijke gebieden van India en Pakistan, waar de bonen rajma genoemd worden in het gerecht met dezelfde naam. Rode nierbonen worden samen met rijst in de keuken van New Orleans en Louisiana gebruikt, voornamelijk door families afkomstig uit het Caribisch gebied. Kleine nierbonen worden in La Rioja in Spanje gegeten en worden daar caparrones genoemd.

## Giftigheid
Nierbonen zijn giftiger dan de meeste andere rassen van de gewone boon. Daarom moeten de droge bonen eerst voorgeweekt worden en daarna ten minste 10 minuten gekookt worden bij 100°C. De Food and Drug Administration van de Verenigde Staten beveelt 30 minuten koken aan. Koken bij een lagere temperatuur, bijvoorbeeld bij 80°C, kan daarentegen het gifgehalte tot wel het vijfvoudige verhogen.